# Тибор Фабијан
Тибор Фабијан (мађ. Fábián Tibor; Будимпешта, 26. јул 1946 — Будимпешта, 6. јун 2006) бивши фудбалер, репрезентативац, играо на позицијама дефанзивца. Он је играо, највише за клубове Ференцварош и Вашаш, као и за национални тим Мађарске.

## Каријера

### Клуб
Био је играч Ференцвароша до 1968. године, а играо је за Спартак до 1970. године. Године 1970. дебитовао је у највишој лиги са екипом Вашаша. Са тимом Вашаша је освојио једну шампионску лигашку титулу, један победнички пехар у мађарском купу и једну титулу у Купу победника купова. Престао је са активним фудбалом 1977. године.

### Репрезентација
У репрезентацији је играо у периоду од 1971. до 1974. године и наступио је 16 пута. Био је члан репрезентације која је освојила 4. место на Европском првенству у фудбалу 1972. године.

## Достигнућа
Мађарска репрезентација
- Европско првенство у фудбалу: 
  - четврти: 1972,

Мађарска репрезентација
- Прва лига Мађарске у фудбалу: 
  - шампион: 1976/77
- Куп Мађарске у фудбалу: 
  - првак: 1972/73
- Куп победника купова: 
  - првак: 1970